# Zeeuwselinjen
Zeeuwselinjen (nederländska: Zeeuwse lijn) (statslinje F) är en järnvägslinje från Roosendaal och Bergen op Zoom till Goes, Middelburg och Vlissingen i de nederländska provinserna Noord-Brabant och Zeeland. Den blev anlagd efter att öarna Zuid-Beveland och Walcheren fick en fast förbindelse med resten av Nederländerna tack vare Sloe- och Kreekrakdämningarna i deltaprojektet.
År 1863 blev den första delen mellan Roosendaal och Bergen op Zoom öppnad. Detta var den tredje tåglinjen som den nederländska Staatsspoorwegen satte i drift samma år som den grundlades. Fem år senare blev linjen utbyggd vidare till Goes och år 1872 nåddes Vlissingen.
Tidigare kunde man resa till England med båttåget via Vlissingen. Båttåget trafikerade linjen till Noord-Brabant och vidare mot Tyskland.
Från stationen i Goes blev spårvagnslinjer till Hoedekenskerke/Borssele, Wemeldinge och Wolphaartsdijk utbyggda år 1929. 1942 lades linjen till Wemeldinge och Wolphaartsdijk ned, och 1972 gick linjen till Hoedekenskerke över från godstrafik till att vara en museilinje driven av Stoomtrein Goes-Borsele.
Under den stora översvämningen år 1953 blev också en del av tåglinjen översvämmad. Vid Kruiningen kunde en del av linjen endast användas vid lågvatten. Den gick under namnet badkarsjärnvägen (på nederländsk badkuipspoorweg).
År 1956 gick man över till att köra elektriska tåg på linjen, och sedan dess finns det en direkt förbindelse från Vlissingen via Rotterdam till Amsterdam. På linjen finns två stora järnvägsbroar: en över Schelde-Rhenkanalen vid Bath och en över Kanalen genom Zuid-Beveland.